# アンドロメダ座ウプシロン星c
アンドロメダ座υ星c（アンドロメダざウプシロンせいc、Upsilon Andromedae c）は、太陽に似たアンドロメダ座υ星Aの周囲を241.2日間の周期で公転する太陽系外惑星である。1999年4月にジェフリー・マーシーやポール・バトラーらが発見し、アンドロメダ座υ星はパルサーのPSR B1257+12を除いて初めて知られた複数の惑星からなる惑星系を持つ恒星となった。アンドロメダ座υ星cは、主星から距離の順に2番目の惑星である。

## 発見
大部分の既知の太陽系外惑星と同様に、この惑星も主星の視線速度の変化の観測により検出された。これは、主星のスペクトルのドップラーシフトを注意深く観測することにより行われた。発見時、主星は既にホット・ジュピターのアンドロメダ座υ星bを持つことが知られていたが、1999年までに、内側の惑星だけでは視線速度の変化を説明できないことが明らかになっていた。
1999年にポール・バトラーやジェフリー・マーシーら天文学者が、3つの惑星系からなるモデルが一番データにフィットすると結論付けた。2つの新しい惑星は、アンドロメダ座υ星c及びアンドロメダ座υ星dと名付けられた。

## 軌道と質量
公転周期の長い多くの太陽系外惑星と同様に、この太陽系外惑星も太陽系の主要な天体と比べて軌道離心率は大きい。仮に太陽系内に置くと、地球と金星の間の軌道に位置する。
軌道離心率の大きさは、惑星dの重力による摂動の結果であると考えられている。シミュレーションによると、惑星cの軌道は、約6700年に1度、元の円軌道に戻ってくることが示される。
1つの可能性として、惑星dと現在はない惑星aの相互作用により惑星dが内側に移動し、そこで徐々に惑星cの軌道離心率が大きくなっていったというものである。もしそうであれば、自由浮遊惑星がすぐに弾き出されていたはずであり、このような状況がどのように出来上がったかは明らかではない。他のモデルも考えられる。
この惑星の発見に利用されたドップラー分光法の限界は、軌道傾斜角が分からず、質量も下限のみしか得られないことである。しかし、地上の望遠鏡での視線速度の観測とハッブル宇宙望遠鏡から得られる天文学的データを組み合わせることで、この惑星の軌道離心率と真の質量を決定することができ、それは約13.98木星質量であった。惑星cとdの相互の傾斜角は29.9°である。

## 性質
質量の上限を考えると、アンドロメダ座υ星cは恐らく固体の表面を持たない巨大ガス惑星であると考えられる。この惑星は、恒星の観測から間接的に検出されただけであるため、半径、組成、温度等の性質は分かっていない。
真の質量は木星の約14倍もあり、また金属量が太陽と同程度であることから、アンドロメダ座υ星cは実際は小さな褐色矮星である可能性もある。

## 名称
2015年、国際天文学連合が太陽系外惑星系の固有名を募集した際、この星系も対象とされた。投票の結果、モロッコのUNAWEのパートナー団体 Vega Astoronomy Club から提案された、Titawinという固有名が付けられた。この名前は、モロッコの街テトゥアン（ベルベル語の固有名はティタウィン）の、ユネスコの世界遺産に登録された旧市街地 Medina of Tétouan (formerly known as Titawin) に由来する。同時に、惑星eを除く3惑星にも、10世紀から11世紀のアル＝アンダルス（アラブ支配下のイベリア半島）出身の天文学者から、 Saffar（イブン・アル＝サファルにちなむ）、Samh（イブン・アル＝サムフにちなむ）、Majriti（マスラマ・アル＝マジリーティーにちなむ） という固有名が付けられている。